# Juice – City-War
Juice – City-War (Originaltitel: Juice) ist ein US-amerikanischer Film über das Leben von Jugendlichen im Ghetto aus dem Jahre 1992. Regie führte Ernest R. Dickerson. Die Dreharbeiten fanden in New York statt, hauptsächlich in Harlem. Der Film spielte 20.146.880 US-Dollar ein, das Budget betrug 5.000.000 US-Dollar. Der Ausdruck Juice beschreibt im Hip-Hop-Jargon Glaubwürdigkeit/Respekt auf der Straße.

## Handlung
Bishop, Q, Raheem und Steel, die sich selbst als „The Wrecking Crew“ bezeichnen, sind vier afro-amerikanische Freunde, welche in Harlem aufgewachsen sind. Sie schwänzen regelmäßig die Schule, verbringen ihre Tage in einer Spielhalle und klauen LPs. Sie werden ständig durch die Polizei oder eine Puerto-Ricaner-Gruppe belästigt, die von einem Jungen namens Radames angeführt wird. An einem Tag entscheidet die Gruppe, dass sie „größere“ Dinge tun müssen und herausgehen, um den Respekt der anderen zu gewinnen. Aber Q ist nicht sicher, ob er in einem Leben des Verbrechens in zunehmendem Maße beteiligt werden möchte. In einer Samstag-Nacht, unter Bishops Hartnäckigkeit, raubt die Gruppe einen Drugstore aus. Während des bewaffneten Raubüberfalls schießt Bishop ohne Grund dem Drugstore-Inhaber Fernando Quiles in den Kopf und tötet ihn.
Nach dem Raubüberfall fliehen die Jungs in ein leerstehendes Gebäude. Durch diesen ungeplanten Mord bricht die Freundschaft zusammen und Bishop erschießt Raheem, nachdem dieser Bishop aufforderte, ihm die Waffe zu geben. Bishop trennt sich von Q und Steel, nachdem er ihnen drohte, wenn sie etwas weitererzählten, töte er sie.
Die anderen zwei Jungs machen ab, niemanden von den Ereignissen zu erzählen und den Kontakt mit Bishop möglichst zu vermeiden. An der Beerdigung von Raheem sehen Q und Steel Bishop mit Raheems Mutter sprechen und wie er ihr verspricht den Täter zu finden und zu töten.
Bishop tötet den Gang-Leader Radames nach einer Rauferei und beginnt Q die Morde von Quiles, Raheem und Radames anzuhängen. Q schaut nach Hilfe und erwirbt sich auch eine Waffe für seinen Schutz. Während Q dies tut, trifft Bishop Steel und führt ihn in eine leere Gasse, wo er ihn erschießt. Steel überlebt jedoch den Schuss und wird in ein Spital gebracht, wo er Q’s Freundin über die Dinge von Bishop informiert. Q vereinbart mit Bishop ein Treffen. Vor diesem Treffen schmeißt er seine Waffe in einen Fluss und tritt Bishop unbewaffnet gegenüber. Es folgt ein Gespräch und Bishop bedroht ihn. Nach einer kurzen Schlägerei flüchtet Q. Während der Flucht wird Q in den linken Arm geschossen. Er flüchtet weiter in ein Gebäude und Q entwaffnet ihn. Die Verfolgungsjagd endet schließlich auf dem Dach des Gebäudes und es kommt erneut zu einer Schlägerei, bei welcher Bishop vom Dach fällt und im letzten Moment noch die Hand von Q halten kann. Q versucht ihn hochzuziehen, doch Bishop verlässt die Kraft und er fällt in den Tod.
Als Q das Dach verlässt, tritt eine Menschenmasse auf, um zu sehen, was geschah. Eine Person wendet sich Q zu und sagt: „Eeh, jetzt bist du der Chef im Viertel“. Q dreht sich, betrachtet ihn, schüttelt seinen Kopf und geht weg.
Der Film endet mit einem Rückblendeclip der vier Freunde zusammen in glücklicheren Zeiten.

## Besetzung
| Schauspieler      | Rolle                                                            |
| ----------------- | ---------------------------------------------------------------- |
| Tupac Shakur      | Roland Bishop                                                    |
| Khalil Kain       | Raheem Porter                                                    |
| Omar Epps         | Quincy 'Q' Powell                                                |
| Jermaine Hopkins  | Eric 'Steel' Thurman                                             |
| Samuel L. Jackson | Trip                                                             |
| Queen Latifah     | Ruffhouse M.C.                                                   |
| Bruklin Harris    | Keesha / Roderick „DJ Majesty“ Wiggins Battle DJ (Middle Finger) |

## Rezeption
Gesamthaft empfing der Film positive Berichte. Auf Rotten Tomatoes erhielt der Film einen Anteil positiver Kritiken von 79 Prozent aus 29 gewerteten Rezensionen mit einer durchschnittlichen Bewertung von 6,4 von 10 Punkten. Das Lexikon des internationalen Films bezeichnete den Film als überzeugend gespielt, vom Buch her allerdings etwas konfus. Roger Ebert gab dem Film drei von vier Sternen und sagte: „eine jener Geschichten mit der Qualität eines Albtraums, in dem törichte junge Männer sich im Macho-sein zu überbieten versuchen, bis sie in einer brutalen Situation gefangen sind, die  ihre Leben für immer verändern wird“. Entertainment Weekly gab dem Film ein " B+" Orden.
Auf dem Mystfest 1993 wurde der Film für einen Preis in der Kategorie Bester Film nominiert.

## Filmmusik
1. „Uptown Anthem“ – 3:03 (Naughty by Nature)
2. „Juice (Know the Ledge)“ – 4:00 (Eric B. & Rakim)
3. „Is It Good to You“ – 4:17 (Teddy Riley & Tammy Lucas)
4. „Sex, Money & Murder“ – 2:49 (MC Pooh)
5. „Nuff Respect“ – 2:57 (Big Daddy Kane)
6. „So You Want to Be a Gangster“ – 4:05 (Too Short)
7. „It’s Going Down“ – 4:12 (EPMD)
8. „Don’t Be Afraid“ – 5:18 (Aaron Hall)
9. „He’s Gamin’ on Ya’“ – 3:35 (Salt-n-Pepa)
10. „Shoot 'Em Up“ – 3:38 (Cypress Hill)
11. „Flipside“ – 4:24 (Juvenile Committee)
12. „What Could Be Better Bitch“ – 3:01 (Son of Bazerk)
13. „Does Your Man Know About Me“ – 5:11 (Rahiem)
14. „People Get Ready“ – 4:00 (Brand New Heavies & N'Dea Davenport)